# Marjo Matikainen-Kallström
Marjo Tuulevi Matikainen (Lohja, 3 februari 1965) is een Fins langlaufer en politicus.

## Carrière
Matikainen won vier olympische medailles. Tijdens de Olympische Winterspelen 1984 won Matikainen de bronzen medaille op de estafette. Vier jaar later in Calgary won Matikainen de gouden medaille op de vijf kilometer en de bronzen medaille op de 10 kilometer en de estafette. In 1989 won Matikainen zowel de wereldtitel op de vijf kilometer als op de estafette.
Matikainen had vanaf 1996 tot en met 2004 zitting in het Europees Parlement voor de Nationale Coalitiepartij. Matikainen is vanaf 2004 parlementariër in het Finse parlement de Eduskunta.

## Belangrijkste resultaten

### Olympische Winterspelen
| Editie | Plaats   | Resultaten                                                       |
| ------ | -------- | ---------------------------------------------------------------- |
| 1984   | Sarajevo | 22e 5 km klassiek · estafette klassiek                           |
| 1988   | Calgary  | 5 km klassiek · 10 km klassiek · 12e 20 km vrij · estafette vrij |

### Wereldkampioenschappen langlaufen
| Jaar | Plaats     | Resultaten                                                            |
| ---- | ---------- | --------------------------------------------------------------------- |
| 1987 | Oberstdorf | 5 km klassiek · 10 km klassiek · 4e 20 km vrij                        |
| 1989 | Lahti      | 10 km vrij · 10 km klassiek · 15 km klassiek · 30 km vrij · estafette |